# 中川村 (栃木県)
中川村（なかがわむら）は栃木県芳賀郡に属していた村である。

## 地理
現在の茂木町の北東部に位置する。
- 山岳：松倉山
- 河川：那珂川、逆川、木須川、八反田川

## 歴史

### 村域の変遷
- 1889年（明治22年）4月1日 - 町村制施行により、河井村、牧野村、入郷村、河又村、小深村、山内村、飯野村、馬門村、後郷村が合併し芳賀郡中川村が成立する。
- 1951年（昭和26年） - 中川村の一部（馬門、後郷の各一部）は茂木町に編入。
- 1954年（昭和29年）8月1日 - 中川村は茂木町、逆川村、須藤村とともに合併し茂木町が発足。中川村は消滅。

変遷表
| 1868年 以前 | 1868年 以前  | 明治22年 4月1日 | 昭和26年      | 昭和29年 8月1日 | 現在   |
| ----------- | ------------ | --------------- | ------------- | --------------- | ------ |
|             | 河井村       | 中川村          | 中川村        | 茂木町          | 茂木町 |
|             | 山内村       | 中川村          | 中川村        | 茂木町          | 茂木町 |
|             | 小深村       | 中川村          | 中川村        | 茂木町          | 茂木町 |
|             | 川又村       | 中川村          | 中川村        | 茂木町          | 茂木町 |
|             | 牧野村       | 中川村          | 中川村        | 茂木町          | 茂木町 |
|             | 飯野村       | 中川村          | 中川村        | 茂木町          | 茂木町 |
|             | 馬門村       | 中川村          | 中川村        | 茂木町          | 茂木町 |
|             | 入郷村       | 中川村          | 中川村        | 茂木町          | 茂木町 |
|             | 後郷村       | 中川村          | 中川村        | 茂木町          | 茂木町 |
|             | 馬門村の一部 | 中川村          | 茂木町 に編入 | 茂木町          | 茂木町 |
|             | 後郷村の一部 | 中川村          | 茂木町 に編入 | 茂木町          | 茂木町 |

## 大字
- 河井（かわい）
- 山内（やまうち）
- 小深（おぶか）
- 河又（かわまた）
- 牧野（まぎの）
- 飯野（いいの）
- 馬門（まかど）
- 入郷（いりごう）
- 後郷（うらごう）

## 行政
- 中川村長

| 代 | 氏名       | 就任                      | 退任                       | 備考 |
| -- | ---------- | ------------------------- | -------------------------- | ---- |
| 1  | 服部芳蔵   | 1889年（明治22年）5月4日  | 1893年（明治26年）5月3日   |      |
| 2  | 服部芳蔵   | 1893年（明治26年）5月4日  | 1894年（明治27年）1月19日  |      |
| 3  | 吉内武司平 | 1894年（明治27年）2月5日  | 1898年（明治31年）2月4日   |      |
| 4  | 矢野沢衛   | 1898年（明治31年）2月5日  | 1902年（明治35年）2月4日   |      |
| 5  | 矢野久吉   | 1902年（明治35年）2月5日  | 1906年（明治39年）2月4日   |      |
| 6  | 矢野芳衛   | 1906年（明治39年）2月5日  | 1910年（明治43年）2月4日   |      |
| 7  | 矢野芳衛   | 1910年（明治43年）2月5日  | 1910年（明治43年）5月23日  |      |
| 8  | 古内亀治郎 | 1910年（明治43年）6月7日  | 1914年（大正3年）6月6日    |      |
| 9  | 大町庄五郎 | 1914年（大正3年）6月11日  | 1918年（大正7年）6月10日   |      |
| 10 | 大町庄五郎 | 1918年（大正7年）6月11日  | 1919年（大正8年）8月20日   |      |
| 11 | 大町庄五郎 | 1919年（大正8年）10月24日 | 1923年（大正12年）8月20日  |      |
| 12 | 矢野敬三郎 | 1923年（大正12年）10月9日 | 1927年（昭和2年）10月8日   |      |
| 13 | 矢野敬三郎 | 1927年（昭和2年）10月9日  | 1931年（昭和6年）9月11日   |      |
| 14 | 矢野敬三郎 | 1931年（昭和6年）10月4日  | 1935年（昭和10年）9月9日   |      |
| 15 | 矢野敬三郎 | 1935年（昭和10年）10月1日 | 1939年（昭和14年）9月7日   |      |
| 16 | 矢野敬三郎 | 1939年（昭和14年）10月2日 | 1943年（昭和18年）10月1日  |      |
| 17 | 矢野敬三郎 | 1943年（昭和18年）10月2日 | 1946年（昭和21年）3月25日  |      |
| 18 | 町田慧     | 1946年（昭和21年）5月11日 | 1946年（昭和21年）11月26日 |      |
| 19 | 渡辺国之助 | 1947年（昭和22年）4月5日  | 1951年（昭和26年）4月4日   |      |
| 20 | 渡辺国之助 | 1951年（昭和26年）4月23日 | 1954年（昭和29年）7月31日  |      |

- 出典:『栃木県町村合併誌 第二巻』, p. 323-324

## 人口・世帯

### 人口
総数 [単位： 人]
| 1889年（明治22年） | 2,619 |
| 1891年（明治24年） | 5,044 |
| 1899年（明治32年） | 5,792 |
| 1920年（大正 9年） | 6,108 |
| 1935年（昭和10年） | 6,354 |
| 1950年（昭和25年） | 7,881 |

### 世帯
総数 [単位： 世帯]
| 1920年（大正 9年） | 1,160 |
| 1935年（昭和10年） | 1,045 |
| 1950年（昭和25年） | 1,299 |